# Martina Godályová
Martina Godályová (Šaľa, 15 maggio 1975) è un'ex cestista slovacca.

## Carriera
Con la Slovacchia ha disputato i Giochi olimpici di Sydney 2000, i Campionati mondiali del 1994 e due edizioni dei Campionati europei (1999, 2001).